# شهرستان بونی (آیووا)
شهرستان بونی، آیووا (به انگلیسی: Boone County, Iowa) شهرستانی در ایالات متحده آمریکا است که در آیووا واقع شده‌است.